# Association sportive féminine de Sousse
 (août 2024).
Si vous disposez d'ouvrages ou d'articles de référence ou si vous connaissez des sites web de qualité traitant du thème abordé ici, merci de compléter l'article en donnant les références utiles à sa vérifiabilité et en les liant à la section « Notes et références ».
Maillots
L'Association sportive féminine de Sousse (arabe : الجمعية الرياضية النسائية بسوسة), plus couramment abrégé en AS féminine de Sousse, est un club tunisien de football féminin fondé en 1978 et basé dans la ville de Sousse.

## Palmarès
| Compétitions nationales |
| --- |
| - Championnat de Tunisie féminin (4) : - Vainqueur : 2021, 2023, 2024 et 2025. - Coupe de Tunisie féminine (1) : - Vainqueur : 2023. - Coupe de l'Union nationale de la femme tunisienne (1) : - Vainqueur : 2017. |

## Présidents
- Mounira El Aroui